# Riven
Riven: The Sequel to Myst är ett äventyrsspel från 1997, och uppföljaren till Myst. Spelet utvecklades av Cyan Worlds, och publicerades ursprungligen av Brøderbund. Riven såldes på fem cd-skivor och släpptes den 29 oktober 1997 i USA, och senare på DVD-ROM, med högre ljud- och bildkvalitet samt en fjorton minuters "making-of"-video. Förutom datorversionerna portades Riven till flera andra plattformar, bland annat Playstation och Sega Saturn.
Historien i Riven börjar omedelbart efter händelserna i Myst. Efter att ha räddats från sina söners onda gärningar, ber protagonisten Atrus om hjälp från spelaren för att befria hustrun Catherine från Atrus maktlystna far, Gehn. Till skillnad från Myst, som ägde rum i flera eror ("ages") som man transporteras mellan genom magiska "länkböcker", utspelar sig Riven nästan helt i eran Riven, en värld som sakta faller sönder på grund av Gehns destruktiva styre.
Utvecklingen av Riven började strax efter att Myst blev en succé, och det tog mer än tre år att färdigställa. I ett försök att skapa en visuell stil som skiljer sig från Mysts tog designern Robyn Miller och hans bror, producent Rand Miller hjälp av Aladdin-designern Richard Vander Wende. Brøderbund använde en $10 miljoners annonskampanj för att marknadsföra spelet.
Precis som dess föregångare, Myst, sålde spelet mycket bra. Spelmässigt skiljer sig spelen inte mycket från varandra men i Riven är grafiken mer detaljerad och har högre upplösning och det finns fler objekt i miljöerna att interagera med. Denna del i serien, som nu innefattar sex spel, är dock mycket svårare än dess föregångare.
Spelet har fått en portning till IOS och är det andra spelet i Mystserien som konverteras till en handhållen spelenhet/mobiltelefon.